# Catherine Plewinski
Catherine Plewinski, née le 12 juillet 1968 à Courrières, est une nageuse française spécialiste des épreuves en crawl et papillon. 

## Biographie

### Famille
Catherine Plewinski a des origines polonaises, ses grands-parents étant arrivés en France dans les années 1940. Son père est mineur.

### Formation sportive
Catherine Plewinski pratique la natation à partir de sept ans et fait sport-étude au lycée de Passy (spécialité natation) à Saint-Gervais. Elle ne rejoint pas de centres nationaux de natation et s’entraîne au club de natation CN Cluses Scionzier avec Marc Begotti.

### Carrière sportive
Le premier championnat de France de Catherine Plewinski se tient en 1984 et elle décroche la première  et deuxième place en papillon sur 100 m et 50 m respectivement. 
Elle bat pour la premiere fois deux records de France aux championnats du monde de Madrid en 1986, d'abord en relais 4 x 100 m 4 nages mixtes avec Véronique Jardin, Pascaline Louvrier et Sophie Kamoun puis en série du relais 4 x 200 m nage libre avec ses coéquipières précédentes, Cécile Prunier remplaçant Pascaline Louvrier.
L’année suivante elle bat le record de France du 50 m nage libre (26''27) et celui du 200 nage libre (2'01''90).
En 1988, aux Jeux olympiques de Séoul, Catherine Plewinski remporte la médaille de bronze du 100 m nage libre (en 55 s 49) derrière l'Allemande de l'Est Kristin Otto et la Chinoise Zhuang Yong. Elle termine également quatrième du 100 m papillon et septième du 50 m nage libre.
En 1989, lors des championnats d'Europe, elle réalise l'exploit d'être la seule nageuse ne venant pas de l'Allemagne de l'Est à remporter les deux seuls titres qui échappaient alors aux nageuses de la RDA, en 50 m nage libre et en 100 m papillon. De plus, elle est la première Française à remporter deux victoires individuelles lors d'un même championnat d'Europe,. 
Après avoir changé d’entraîneur et de club (SC Abbeville), elle gagne pour la troisième fois consécutive le championnat d'Europe en 100 m papillon en 1993. 
Elle prend sa retraite sportive en 1993.

### Carrière politique
Depuis le 23 mai 2020, Catherine Plewinski exerce la fonction de maire adjointe à Cluses (Haute Savoie) chargée des sports. Elle met en place des stages de natation dès la maternelle ainsi qu'une formation pour enseignants.
Elle est titulaire d'un diplôme de comptable.

## Palmarès
| Jeux olympiques              |                 |                  |
| Bronze                       | 1988 Séoul      | 100 m nage libre |
| Bronze                       | 1992 Barcelone  | 100 m papillon   |
| Championnats du monde (50 m) |                 |                  |
| Argent                       | 1991 Perth      | 50 m nage libre  |
| Argent                       | 1991 Perth      | 100 m nage libre |
| Bronze                       | 1991 Perth      | 100 m papillon   |
| Championnats d'Europe (50 m) |                 |                  |
| Or                           | 1989 Bonn       | 50 m nage libre  |
| Or                           | 1989 Bonn       | 100 m papillon   |
| Or                           | 1991 Athènes    | 100 m nage libre |
| Or                           | 1991 Athènes    | 100 m papillon   |
| Or                           | 1993 Sheffield  | 100 m papillon   |
| Argent                       | 1991 Athènes    | 50 m nage libre  |
| Argent                       | 1991 Athènes    | 200 m nage libre |
| Bronze                       | 1987 Strasbourg | 100 m papillon   |
| Bronze                       | 1993 Sheffield  | 100 m nage libre |

- 41 titres de championnes de France (29 en hiver et 12 en été)[3]

- 3 records d'Europe :
  - 50 m papillon en 27 s 57 puis en 27 s 54 le 23 septembre 1988 à Séoul
  - 100 m papillon en 59 s 34 le 23 septembre 1988 à Séoul

## Hommage
En 2013, la Fédération des internationaux du sport français lui décerne la Gloire du sport.